# Lucius Julius Caesar (consul in 90 v.Chr.)
Lucius Julius Caesar (ca. 135 – 87 v.Chr.) was consul in 90 v.Chr., samen met Publius Rutilius Lupus.

## Leven
Lucius werd geboren als zoon van Lucius Sext. f. Julius Caesar en Poppilia.
Hij begon zijn politieke carrière met zijn medewerking aan de ondergang van de tribunus plebis Lucius Appuleius Saturninus in 100 v.Chr.
Hij werd tot praetor voor het jaar 94 v.Chr. verkozen, zonder eerst quaestor of aedilis curulis te zijn geweest. Later werd hij als proconsul naar Macedonia gestuurd.
Tijdens zijn consulaat vocht hij meestal zonder veel succes tegen Marius Egnatius en andere veldheren van de Italische bondgenoten (Socii), vooral bij Acerrae in Campanië. Daarop stelde hij een wet (Lex Iulia de civitate Latinis danda) voor ter verhouding van de afval van de bondgenoten. Na zijn consulaat werd hij samen met Publius Licinius Crassus Dives in 89 v.Chr. tot censor aangesteld, als zodanig trachtte hij aan de weelde door een wet paal en perk te stellen.
In de onlusten van het jaar 87 v.Chr. werd hij door een aanhanger van Gaius Marius vermoord.

## Familie
Hij had een broer, Gaius Julius Caesar Strabo Vopiscus genaamd. Hij had een zoon, Lucius Julius Caesar (die consul zou zijn in 64 v.Chr.) en een dochter Julia Antonia, die zou huwen met Marcus Antonius Creticus en met hem onder anderen de beroemde Marcus Antonius als zoon zou krijgen.